# 圣帕莱 (阿列省)
圣帕莱（法語：Saint-Palais，法語發音：[sɛ̃ palɛ]）是法国阿列省的一个市镇，位于该省西部，分别和谢尔省、克勒兹省接壤，属于蒙吕松区。

## 地理
圣帕莱（46°26'22"N, 2°18'0"E）面积20.3 平方千米，位于法国奥弗涅-罗讷-阿尔卑斯大区阿列省，该省份为法国中部省份，北起涅夫勒省、西北接谢尔省，西南至克勒兹省，南至多姆山省，东南临卢瓦尔省，东临索恩-卢瓦尔省。
与圣帕莱接壤的市镇（或旧市镇、城区）包括：梅斯普莱、圣索维耶、维普莱、普雷沃朗日、锡迪亚耶、圣皮耶尔莱博斯。

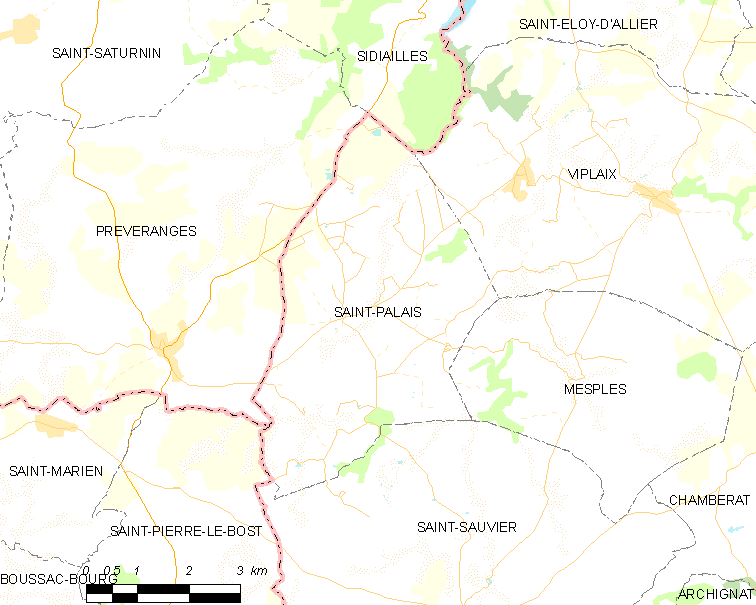
的OSM定位图

圣帕莱的时区为UTC+01:00、UTC+02:00（夏令时）。

## 行政
圣帕莱的邮政编码为03370，INSEE市镇编码为03249。

## 政治
圣帕莱所属的省级选区为于列勒县。

## 人口

1962-2008年间人口变化图示

圣帕莱于2022年1月1日时的人口数量为157人。